# Szczechy Wielkie
Szczechy Wielkie (niem. Groß Zechen) – wieś w Polsce położona w województwie warmińsko-mazurskim, w powiecie piskim, w gminie Pisz.
W latach 1975–1998 miejscowość administracyjnie należała do województwa suwalskiego.
Zobacz też: Szczechy Małe